# Relaciones Croacia-México
Las naciones de Croacia y México establecieron relaciones diplomáticas en 1992. Ambas naciones son miembros de las Naciones Unidas.

## Historia
En 1918, Croacia se unió a la Yugoslavia después de la disolución del Imperio austrohúngaro. México y Yugoslavia establecieron relaciones diplomáticas el 24 de mayo de 1946. Tras la independencia de Croacia de Yugoslavia en junio de 1991, México reconoció a la nueva nación independiente el 22 de mayo de 1992. Las relaciones diplomáticas entre los dos países se establecieron oficialmente el 6 de diciembre de 1992. En abril de 1997, el Viceministro de Asuntos Exteriores croata, Frane Krinc, realizó una visita a México durante un viaje a varias naciones de América Latina.
En marzo de 2002, el presidente croata Stjepan Mesić visitó México para asistir a la Conferencia Internacional sobre Financiación para el Desarrollo de Monterrey donde se reunió con el presidente Vicente Fox.  Esta fue la primera y más alta visita pagada a México por un jefe de Estado croata. En mayo de 2002, una delegación del Senado mexicano, encabezada por el senador César Jáuregui Robles, participó en la Conferencia de Presidentes de los Parlamentos de los miembros y observadores del Consejo de Europa, celebrada en Zagreb.
En octubre de 2008 la secretaria de Relaciones Exteriores de México, Patricia Espinosa, realizó una visita oficial a Croacia, la primera visita a nivel ministerial de un funcionario mexicano a Croacia desde el establecimiento de relaciones diplomáticas entre ambas naciones. Mientras estuvo en Croacia, la secretaria Espinosa se reunió con el presidente croata Stjepan Mesić y el Primer ministro Ivo Sanader.
En octubre de 2010, ambas naciones celebraron la Primera Reunión del Mecanismo de Consulta Política entre las cancillerías de México y Croacia celebrada en la Ciudad de México y con la presencia del subministro de Asuntos Exteriores croata Davor Božinović. En abril de 2022, ambas naciones celebraron 30 años de relaciones diplomáticas.
En 2024, el secretario de Estado de Asuntos Políticos del Ministerio de Asuntos Exteriores de Croacia, Frano Matušić, realizó una visita a México para participar en la IV Reunión del Mecanismo de Consultas Políticas.

## Visitas de alto nivel
Visitas de alto nivel de Croacia a México
- Viceministro de Asuntos Exteriores Frane Krinc (1997)
- Presidente Stjepan Mesić (2002)
- Subministro de Asuntos Exteriores Davor Božinović (2010)
- Secretario de Estado de Asuntos Políticos del Ministerio de Asuntos Exteriores Frano Matušić (2024)

Visitas de alto nivel de México a Croacia
- Senador César Jáuregui Robles (2002)
- Secretaria de Relaciones Exteriores Patricia Espinosa (2008)

## Acuerdos bilaterales
Ambas naciones han firmado algunos acuerdos bilaterales, como un Memorando de Entendimiento para el establecimiento de un mecanismo de consulta en asuntos de interés mutuo (2008); Acuerdo sobre la eliminación de los requisitos de visa para titulares de pasaportes diplomáticos y oficiales (2008); Acuerdo sobre la eliminación de requisitos de visa para portadores de pasaporte ordinario (2010); Acuerdo sobre la cooperación educativa, cultural y deportiva (2011); y un Memorándum de Entendimiento entre los Ministerios de Relaciones Exteriores de ambos países sobre la cooperación en formación diplomática, con el objetivo de intercambiar mejores prácticas y experiencias en este campo (2024).

## Croatas en México
Hay una pequeña comunidad inmigrante de croatas en México, principalmente en la capital y sus alrededores. La cocina mexicana, la música mexicana (mariachi) y las telenovelas mexicanas son populares en Croacia. Los Caballeros es la primera banda croata que interpreta música tradicional mexicana. En 2000, participó con éxito en la VII Reunión Internacional Mariachi y Charrería en Guadalajara, México.
El marinero y soldado croata Vinko Paletin se unió a la expedición dirigida por Francisco de Montejo en la Península de Yucatán. Como miembro de la Provincia Dominicana Mexicana de Santiago Paletin se encontraba en México preparándose en un monetario de Santo Domingo para convertirse en sacerdote. Finalmente, al final del verano de 1546 regresó a Europa.
El misionero jesuita croata del siglo XVIII Ferdinand Konščak se ha convertido en uno de los investigadores más famosos de la península mexicana Baja California. Él probó que California era una península. Konščak fue un distinguido matemático, astrónomo, naturalista, geólogo, constructor de caminos y terraplenes y supervisor de todas las reducciones jesuitas en México. La pequeña isla mexicana Roca Consag fue nombrada después de él.
El sacerdote jesuita croata Ivan Ratkaj llegó a la actual provincia mexicana de Chihuahua en 1680. Ha escrito tres informes sobre su viaje, el paisaje, así como sobre la vida, la naturaleza y las costumbres de los pueblos indígenas. Estas son las descripciones más antiguas de esta región. También consta de muchos detalles. Con su tercer libro de viaje, Ratkaj adjuntó un mapa de la provincia marcado con latitud y longitud, partes del mundo, estaciones misioneras y fuertes españoles, hábitats de tribus indígenas provinciales y ríos y montañas. Es también una de las primeras cartografías de autores croatas, y el mapa más antiguo de esa provincia mexicana. El mapa fue hecho en 1683 como dibujo en papel. El original se conserva en los archivos centrales de los jesuitas en Roma. Un pequeño ejemplar fue publicado por EJ Burrus en "La obra de la Provincia cartografico Mexicana de la Compañía de Jesús, 1567-1967, Madrid 1967, P. II. Carta Nr. dieciséis.

## Comercio
En 1997, México firmó un Tratado de Libre Comercio y el Acuerdo de Libre Comercio de la Unión Europea con la Unión Europea (lo cual también que incluye a Croacia). En 2023, el comercio entre Croacia y México ascendió a $104.6 millones. Las principales exportaciones de Croacia a México incluyen: maquinaria para trabajar hule o plásticos, equipo de encendido o de arranque, equipo eléctrico, artículos de cuero, cemento hidráulico, madera, medicamentos, partes y accesorios para vehículos automotores, herramientas, y cristalería para laboratorios. Las principales exportaciones de México a Croacia incluyen: preparaciones de pieles después del curtido o encostrado, alcohol, productos a base de productos químicos, maquinaria, teléfonos y teléfonos móviles, y tubos y tuberías de hierro o acero.
La franquicia de juegos croata Friendly Fire opera en México. Empresas multinacionales mexicanas como América Móvil y Cemex operan en Croacia.

## Misiones diplomáticas residentes
- Croacia está acreditada ante México desde su embajada en  Washington D. C., Estados Unidos y mantiene un consulado honorario en la Ciudad de México.[16]
- México está acreditada ante Croacia desde su embajada en Budapest, Hungría y mantiene un consulado honorario en Zagreb.[17]